# Pilea plumieri
Pilea plumieri är en nässelväxtart som beskrevs av Ignatz Urban. Pilea plumieri ingår i släktet pileor, och familjen nässelväxter. Inga underarter finns listade i Catalogue of Life.